# 6月11日
6月11日（ろくがつじゅういちにち）は、グレゴリオ暦で年始から162日目（閏年では163日目）にあたり、年末まであと203日ある。

## できごと

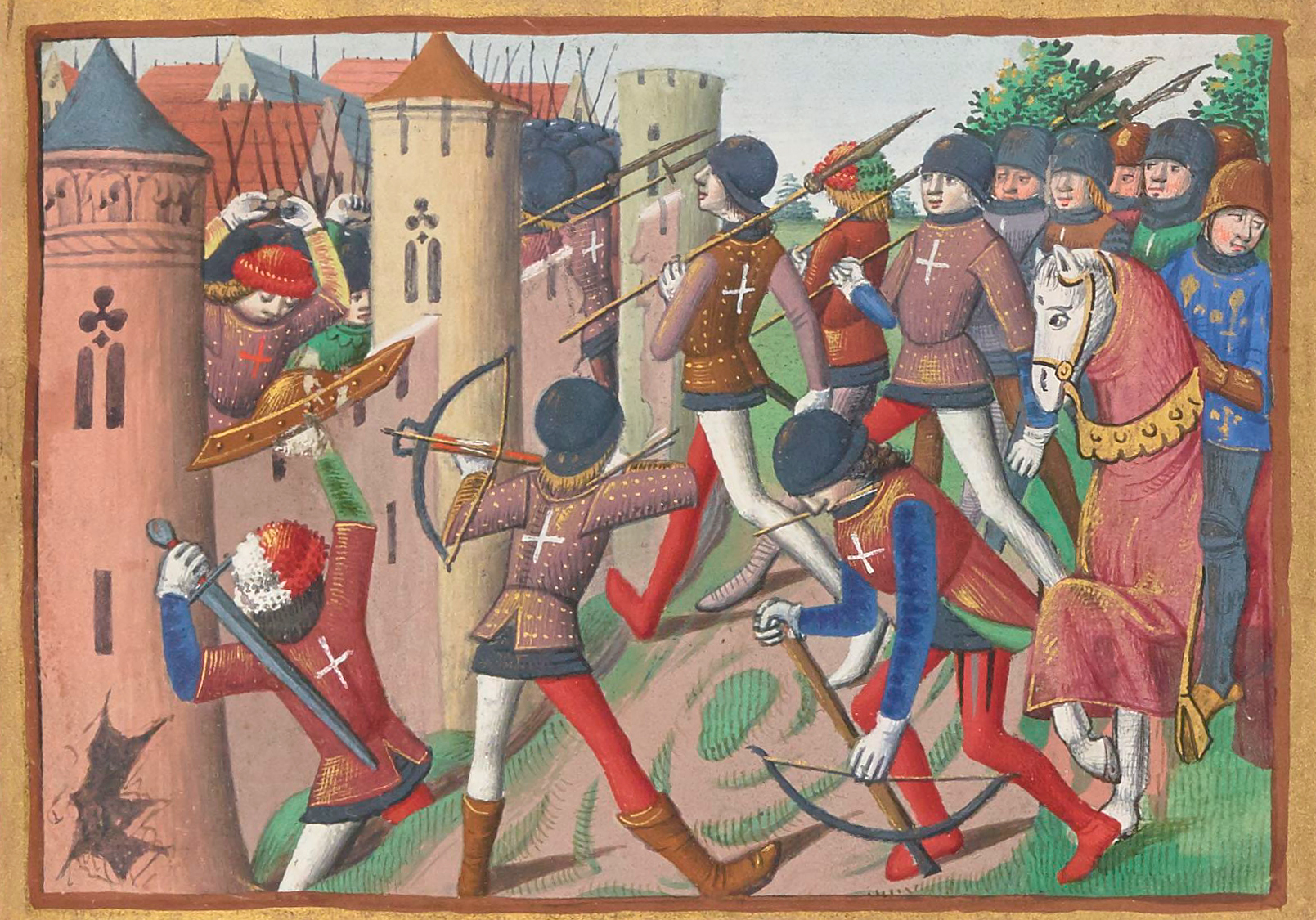
ジャルジョーの戦い(1429)はじまる

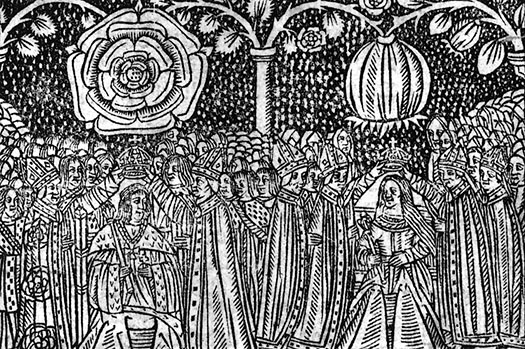
ヘンリー8世、キャサリン・オブ・アラゴンと最初の結婚(1509)

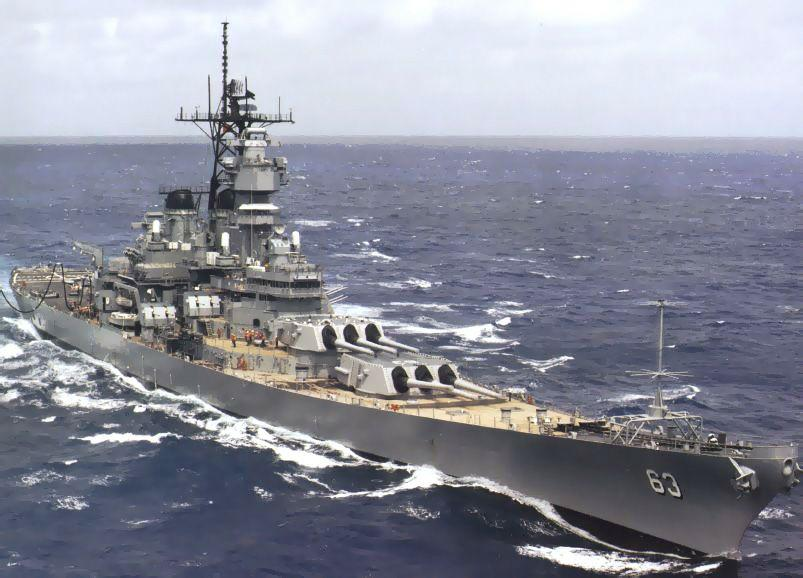
アメリカ合衆国の戦艦ミズーリ就役(1944)

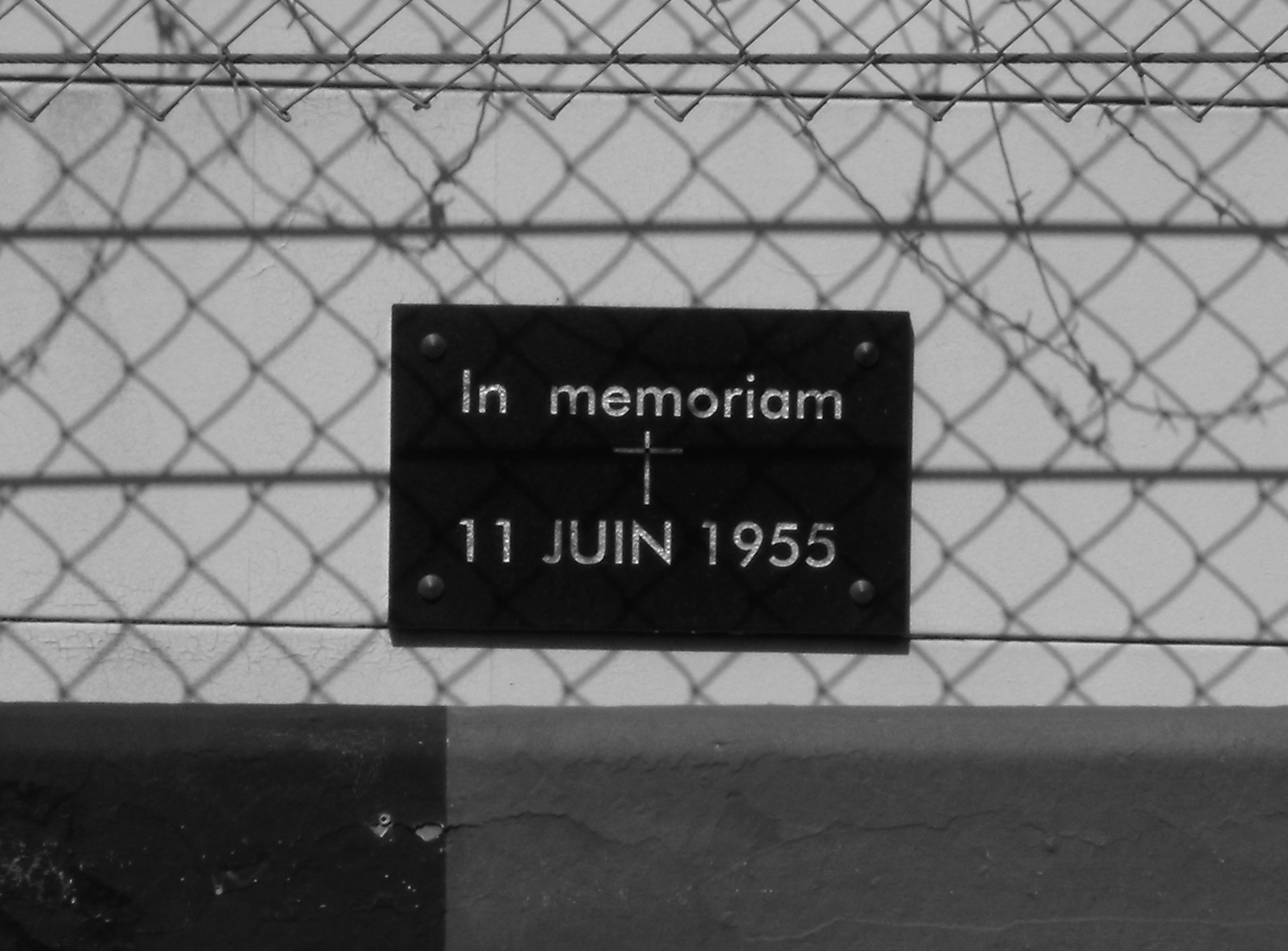
1955年のル・マン24時間レースで82名が死亡

アルカトラズ刑務所からフランク・モリスとアングリン兄弟が脱獄(1962)。画像はベッドに置かれていたモリスの人形

- 紀元前1184年 - トロイアが滅亡しトロイア戦争が終結。（エラトステネスの計算による）
- 1173年（承安3年4月29日） - 京都・神護寺の再興を後白河法皇に強訴した僧・文覚が捕縛。後に伊豆へ流刑になる。
- 1429年 - ジャルジョーの戦いが始まる。
- 1509年 - イングランド王ヘンリー8世がキャサリン・オブ・アラゴンと結婚。6人の妻のうち、最初の妻[1]。
- 1583年（天正11年4月21日） - 賤ヶ岳の戦い: 柴田勝家が羽柴秀吉に敗北し越前北ノ庄城に敗走。
- 1742年 - オーストリア継承戦争: ブレスラウ条約の締結によってプロイセンとオーストリアが講和。
- 1800年（寛政12年閏4月19日） - 伊能忠敬が日本地図作成に備えた第一次測量のため蝦夷地に向けて出発。
- 1868年（明治元年閏4月21日） - 明治新政府が政体書を発布。
- 1870年（明治3年5月13日） - 庚午事変。徳島本藩からの分離を求めていた淡路洲本城代の稲田家を、本藩側の過激派藩士が襲撃。
- 1873年 - 渋沢栄一が、日本初の銀行、第一国立銀行（現在のみずほ銀行）を設立[2]。
- 1898年（光緒24年4月23日） - 中国清朝で、政治改革運動「戊戌の変法」が始まる。
- 1900年 - 義和団の乱: 義和団に呼応した清国軍の董福祥配下の兵士が北京の日本大使館員・杉山彬を殺害。
- 1901年 - クック諸島がニュージーランドの属領となる[3]。
- 1903年 - セルビアでクーデター。国王アレクサンダル1世と王妃ドラガが暗殺される。
- 1906年 - 官設鉄道・岡谷 - 辰野 - 塩尻（現在の中央本線）が延伸開業し、御茶ノ水から塩尻までが開通。飯田橋 - 長野で直通運転開始。
- 1917年 - ギリシャで、国王コンスタンティノス1世が退位し亡命。代わって次男のアレクサンドロス1世が国王に即位。
- 1917年 - 日本海軍の駆逐艦「榊」が地中海でオーストリア潜水艦に雷撃され艦首を切断、艦長以下59人が戦死。
- 1919年 - アメリカの競走馬サーバートンがベルモントステークスで勝利し、史上初のアメリカクラシック三冠を達成[4]。
- 1924年 - 日本で加藤高明が第24代内閣総理大臣に就任し、加藤高明内閣が発足。護憲三派の連立内閣。
- 1926年 - 近鉄あやめ池遊園地開業。2004年に閉園。
- 1935年 - ニュージャージー州で、エドウィン・アームストロングが自身が発明したFM方式による放送の初の公開実験を行う[5]。
- 1937年 - ヨシフ・スターリンが軍参謀部長ミハイル・トゥハチェフスキーら赤軍首脳8人を粛清。
- 1938年 - 日中戦争: 武漢作戦が始まる。
- 1942年 - 第二次世界大戦: アメリカ合衆国とソビエト連邦が、米国のレンドリース法に基づく軍需物資の供給に関する経済協定について合意[6]。
- 1942年 - 関門鉄道トンネルが単線で暫定開通。
- 1944年 - アメリカ海軍の戦艦「ミズーリ」が就役。
- 1945年 - シカゴ大学の科学者が原子力の社会的、政治的影響を検討し「政治ならびに社会問題に関する委員会報告」（フランクレポート）を大統領の諮問委員会に提出。
- 1948年 - ヴァンデンバーグ決議: アメリカ上院が、共和党のヴァンデンバーグ上院議員の提案による地域的・集団的防衛協定の推進などをトルーマン大統領に勧告。
- 1949年 - 東京都が失業対策事業の日当を245円に決定。日当の給付金額から失対労働者は「ニコヨン」と呼ばれた[7]。
- 1951年 - 産業教育振興法公布。
- 1955年 - ル・マン24時間レースで接触事故により車が爆発炎上。ドライバーと観客82人が死亡する、モータースポーツ史上最悪の事故となる[8]。
- 1959年 - イギリスで初の実用型ホバークラフト・サンダース・ロー SR.N1が初航行。
- 1962年 - アメリカ・アルカトラズ連邦刑務所からフランク・モリスとアングリン兄弟が脱獄[9]。
- 1963年 - ベトナムの僧ティック・クアン・ドックが当局の仏教弾圧に抗議して焼身自殺。
- 1964年 - 南アフリカの反アパルトヘイト運動家ネルソン・マンデラに対し、国家反逆罪による終身刑の判決が下される。
- 1964年 - 神奈川県川崎市で昭和電工川崎工場爆発事故が発生[10]。
- 1972年 - 通産大臣の田中角栄が『日本列島改造論』を発表[11]。
- 1981年 - イラン・ゴルバフ地方でマグニチュード6.7の地震。死者約3000人。
- 1983年 - インドネシアで皆既日食。
- 1985年 - ソ連の金星・ハレー彗星探査機「ベガ1号」の降下船が金星表面に着陸。
- 1992年 - コロンビアの歌手・ラファエル・オロスコ・マエストレが暗殺される。
- 2001年 - 任天堂が北米でゲームボーイアドバンスを発売。
- 2001年 - オクラホマシティ連邦政府ビル爆破事件の主犯ティモシー・マクベイの死刑執行。
- 2002年 - アメリカ合衆国議会が決議案269によってアントニオ・メウッチを電話の発明者と認める。
- 2004年 - 北都プロレスが北海道空知郡北村（現岩見沢市北村）にて旗揚げ。
- 2009年 - 日本の月周回衛星「かぐや」が運用終了。
- 2010年 - FIFAワールドカップ南アフリカ大会が開幕。
- 2010年 - 特命担当大臣（金融・郵政改革担当）の亀井静香が、菅内閣の郵政改革法案への対応に抗議して辞意を表明。（菅内閣では4日間の在籍）
- 2013年 - 2011年より日本プロ野球で使用されている統一球が、同年よりやや飛びやすく仕様が調整されていたことが判明[12]。日本プロ野球機構の事務局が統一球を製造するミズノ社に対し「調整したことを公表しないように」と要請していた[13]。
- 2014年 - イラクのモースルにあったトルコ領事館にいた49人が、ISILによって拉致された。同年9月20日までに解放される[14]。

## 誕生日

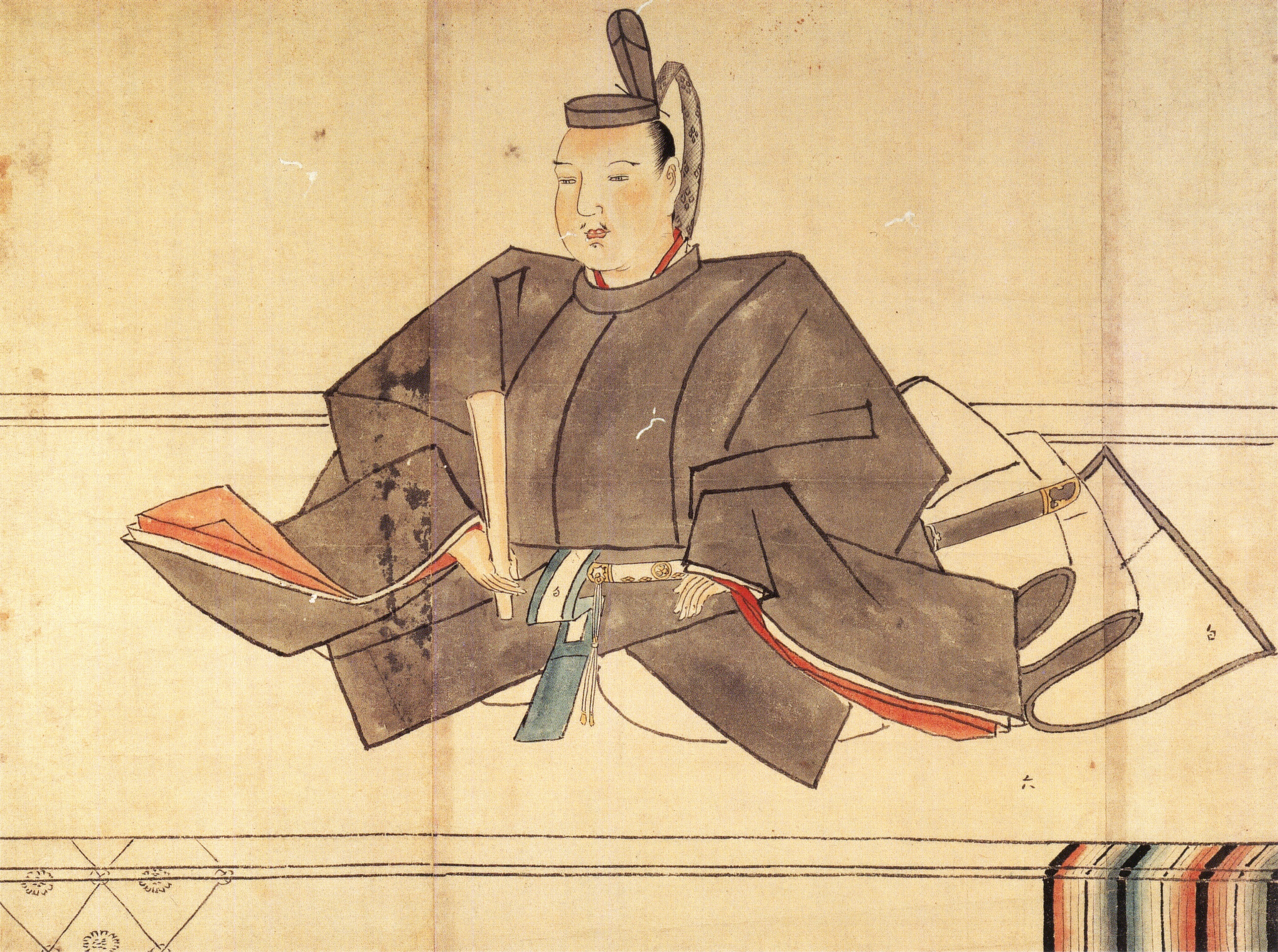
江戸幕府第6代将軍、徳川家宣(1662-1712)誕生

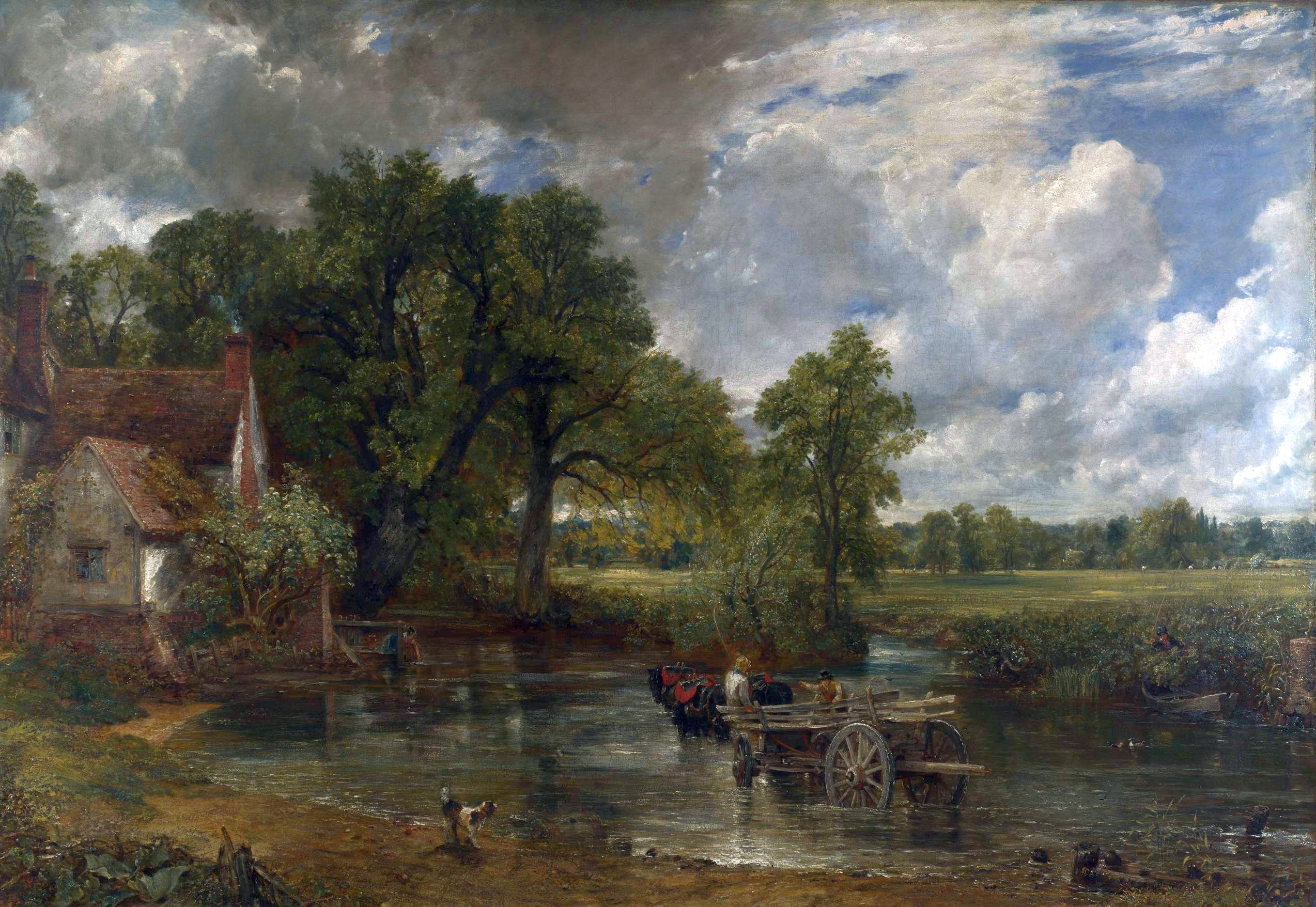
画家ジョン・コンスタブル(1776-1837)誕生。画像は『乾草の車』(1821)

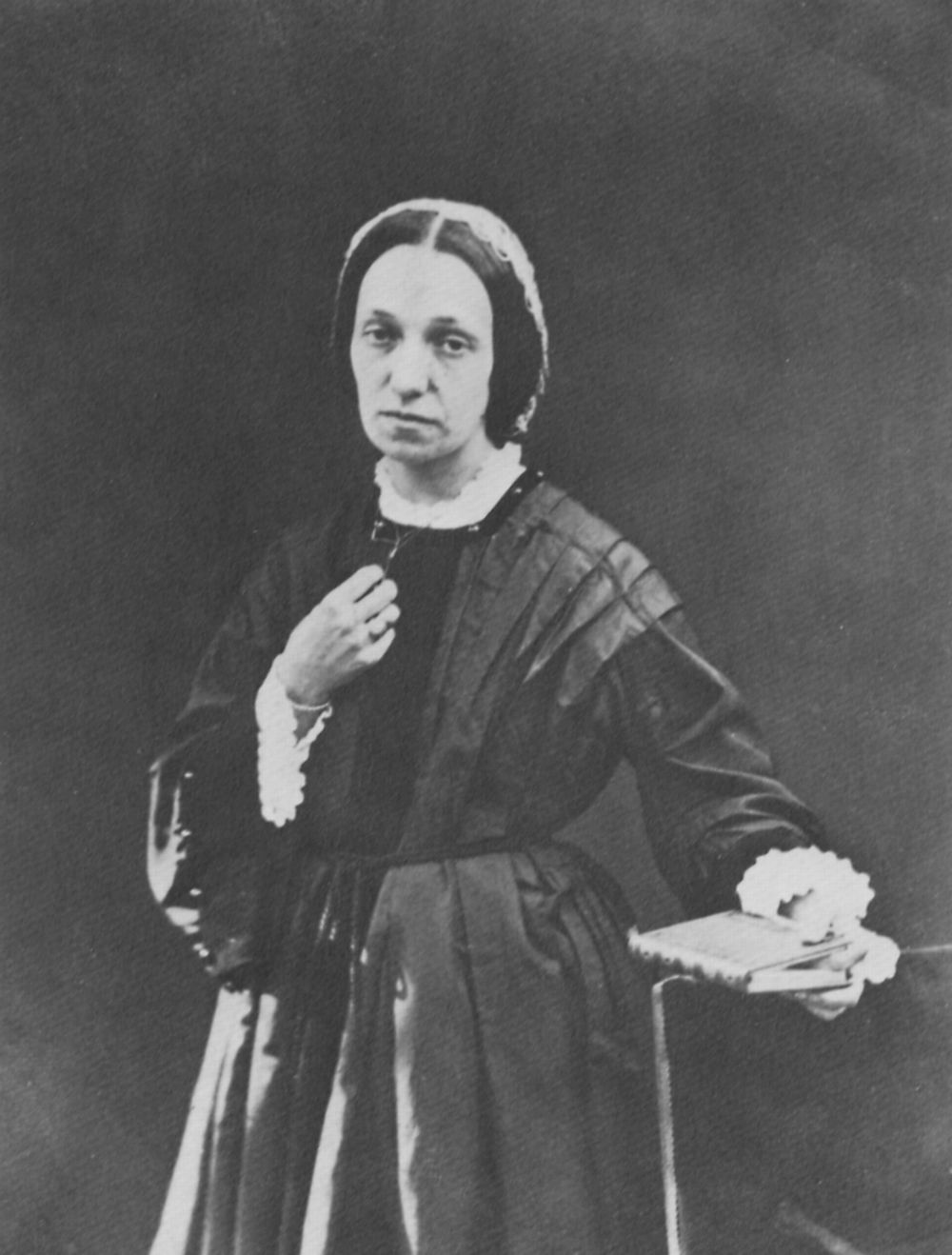
写真家ジュリア・マーガレット・カメロン(1815-1879)。画像はセルフポートレート

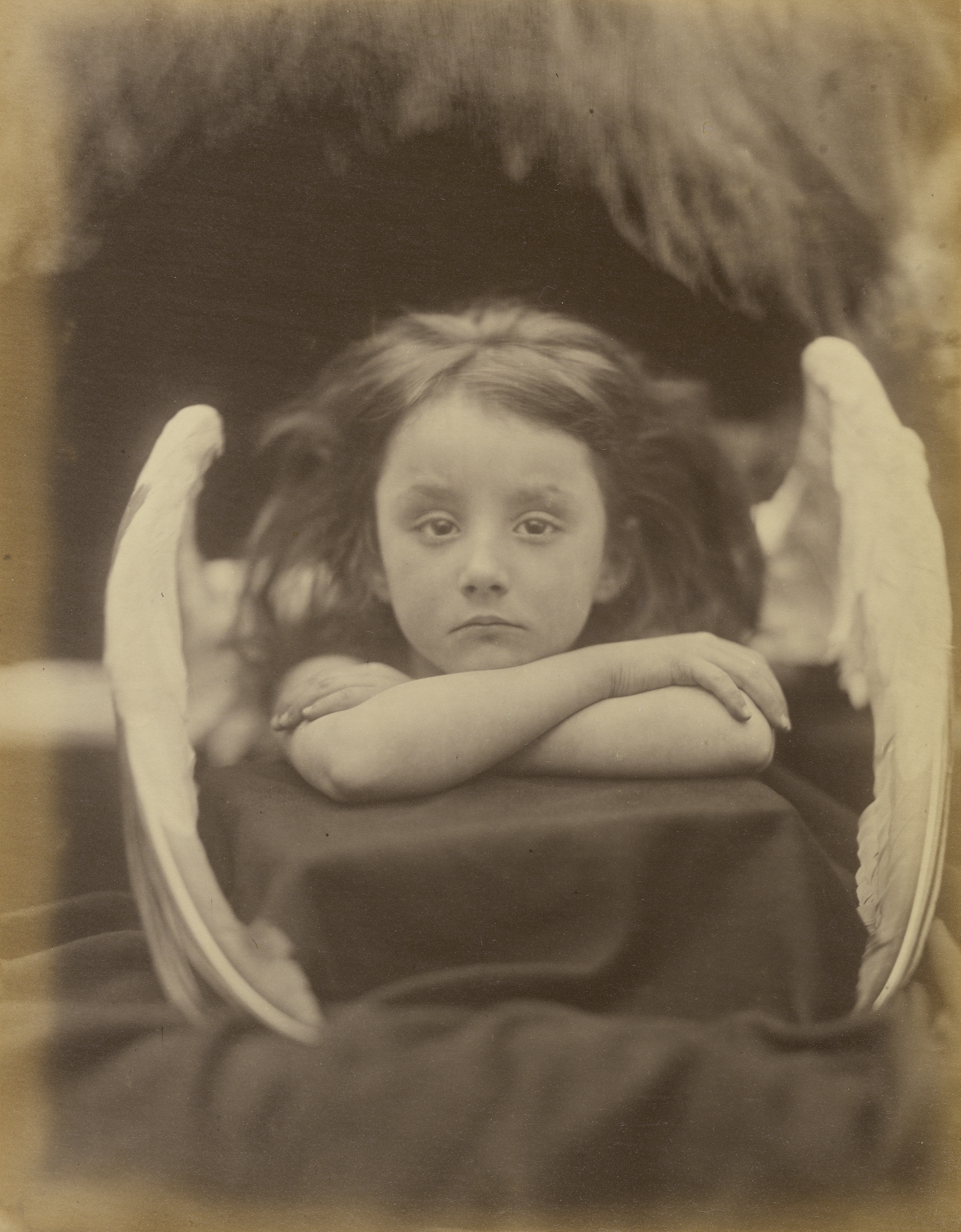
写真家ジュリア・マーガレット・カメロン(1815-1879)。画像は『私は待つ』(1872)

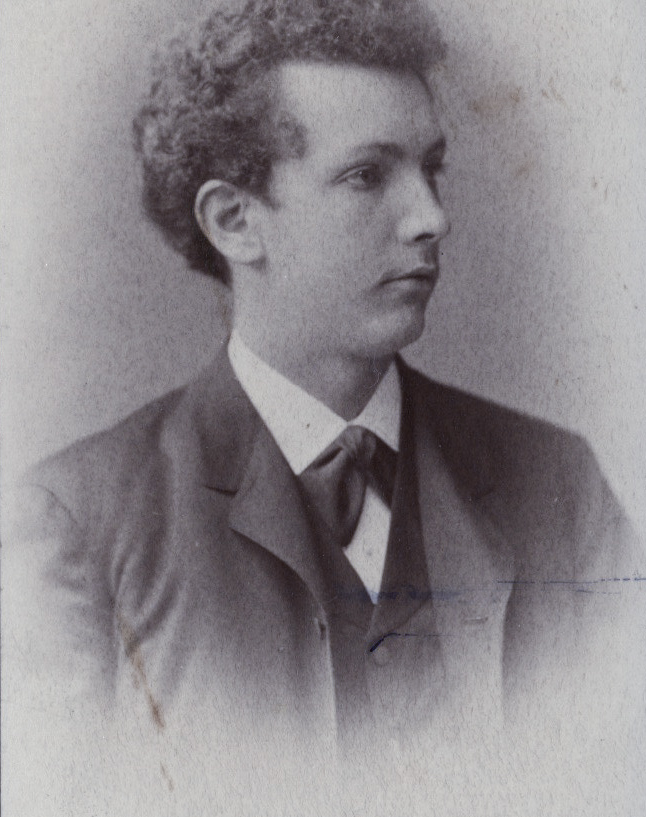
作曲家リヒャルト・シュトラウス(1864-1949)誕生

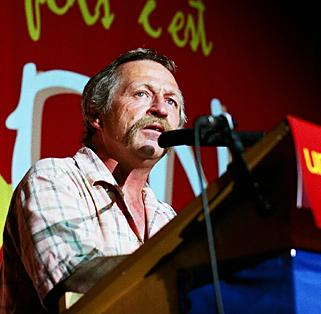
アルテルモンディアリスムの運動家、ジョゼ・ボヴェ(1953-)

- 1403年 - ジャン4世 (ブラバント公)、ブラバント公（在位：1415年 - 1427年）。（+ 1427年）
- 1456年 - アン・ネヴィル、ヨーク朝のイングランド王リチャード3世の王妃。（+ 1485年）
- 1572年 - ベン・ジョンソン、劇作家、詩人（+ 1637年）
- 1637年（寛永14年4月19日） - 田村宗良、初代岩沼藩主（+ 1678年）
- 1662年（寛文2年4月25日） - 徳川家宣、江戸幕府6代将軍（+ 1712年）
- 1776年 - ジョン・コンスタブル、画家（+ 1837年）
- 1778年（安永7年5月17日） - 溝口直侯、第9代新発田藩主（+ 1802年）
- 1781年（天明元年5月20日） - 小笠原長禎、初代安志藩主（+ 1825年）
- 1788年（天明8年5月8日） - 渡辺則綱、第7代伯方藩主（+ 1832年）
- 1815年 - ジュリア・マーガレット・カメロン、写真家（+ 1879年）
- 1839年（天保10年5月1日） - 九条道孝 、江戸時代末期から明治時代の公卿、華族（+ 1906年）
- 1839年（天保10年5月1日） - 板倉勝達、第10代福島藩主・子爵（+ 1913年）
- 1864年 - リヒャルト・シュトラウス、作曲家（+ 1949年）
- 1879年 - 櫻井忠温、軍人、作家（+ 1965年）
- 1879年 - ロジャー・ブレスナハン、元プロ野球選手（+ 1944年）
- 1880年 - ジャネット・ランキン、政治家（+ 1973年）
- 1885年 - 永田善三郎、ジャーナリスト、政治家（+ 1950年）
- 1886年 - 岡本一平、画家、漫画家、文筆家、仏教研究家（+ 1948年）
- 1884年 - ダイ・バーノン、マジシャン（+ 1992年）
- 1894年 - 豊田喜一郎、実業家、トヨタ自動車創業者（+ 1952年）
- 1895年 - ニコライ・ブルガーニン、政治家、ソビエト連邦首相（+ 1975年）
- 1900年 - 柳家三亀坊、立体紙芝居芸人、ヴァイオリン漫談家（+ 1982年）
- 1907年 - 岩元悦郎、教育者、帯広盲唖院（現北海道帯広盲学校）設立者（+ 1998年）
- 1907年 - 秋山國三、歴史学者、同志社大学名誉教授（+ 1978年）
- 1910年 - ジャック＝イヴ・クストー、海洋学者（+ 1997年）
- 1910年 - カーマイン・コッポラ、音楽家（+ 1991年）
- 1913年 - 三木正太郎、思想史学者（+ 1988年）
- 1913年 - ヴィンス・ロンバルディ、アメリカンフットボールコーチ（+ 1970年）
- 1915年 - 諏訪博、実業家、元TBS社長（+ 1989年）
- 1919年 - 宮澤章二、詩人、作詞家（+ 2005年）
- 1922年 - アーヴィング・ゴッフマン、社会学者（+ 1982年）
- 1928年 - 安倍洋子、書家、衆議院議員安倍晋太郎夫人（+ 2024年）
- 1930年 - 阿部進、教育評論家（+ 2017年）
- 1933年 - 阿部百合子、女優
- 1933年 - 大石雅昭、元プロ野球選手
- 1934年 - 原ひろ子、人類学者（+ 2019年）
- 1934年 - 石田泰三、元プロ野球選手（+ 2017年）
- 1934年 - 杉田弘子、元女優（+ 1992年）
- 1936年 - 野田弘志、画家
- 1937年 - ロビン・ウォレン、病理学者（+ 2024年）
- 1937年 - 山口千嶺、将棋棋士（+ 2004年）
- 1937年 - ジョニー・ブラウン、俳優（+ 2022年）
- 1939年 - 上草義輝、政治家
- 1939年 - ジャッキー・スチュワート、レーシングドライバー
- 1944年 - 粟屋憲太郎、歴史学者、立教大学名誉教授（+ 2019年）
- 1947年 - 鳥谷元、元プロ野球選手
- 1947年 - 林家小染 (4代目)、落語家（+ 1984年）
- 1948年 - 上田文雄、弁護士、政治家、第9代北海道札幌市長
- 1948年 - ちあき哲也、作詞家（+ 2015年）
- 1949年 - 菊地常夫、将棋棋士（+ 2022年）
- 1949年 - 逸見晴恵、エッセイスト、実業家（+ 2010年）
- 1950年 - 大谷桂三、歌舞伎役者
- 1951年 - 森村泰昌、現代美術家
- 1951年 - 柏葉守人、元プロボクサー
- 1953年 - 柳平千代一、政治家、元長野県茅野市長
- 1953年 - ジョゼ・ボヴェ、酪農家
- 1956年 - ジョー・モンタナ、アメリカンフットボール選手
- 1957年 - 中本茂樹、元プロ野球選手
- 1958年 - 今村ねずみ、俳優、演出家
- 1958年 - バリー・アダムソン、ミュージシャン
- 1959年 - 一ノ瀬康子、女優
- 1959年 - 谷ちえ子、元アイドル
- 1959年 - 屋鋪要、元プロ野球選手
- 1959年 - アラン・モウルダー、音楽プロデューサー
- 1960年 - 鈴木由美子、漫画家
- 1961年 - 吉田康夫、元プロ野球選手
- 1962年 - 関俊彦[15][16]、声優
- 1964年 - 兼間祐二、銀行家、北海道銀行頭取
- 1964年 - 畠山準、元プロ野球選手
- 1964年 - 畑山俊二、元プロ野球選手
- 1964年 - ジャン・アレジ、レーシングドライバー
- 1965年 - 沢口靖子、女優
- 1965年 - 浜崎貴司、ミュージシャン、俳優（FLYING KIDS）
- 1965年 - 古賀慎明、調教師
- 1966年 - 笠原栄一、元プロ野球選手
- 1967年 - 柴田善行、俳優
- 1967年 - 渡辺保裕、漫画家
- 1968年 - アロイス・リテンシュタイン、リヒテンシュタイン皇太子
- 1969年 - 島津健太郎、俳優
- 1969年 - シャドウWX、プロレスラー
- 1969年 - ピーター・ディンクレイジ、俳優
- 1970年 - 三上絵里、政治家、元アナウンサー、ディレクター
- 1970年 - 守屋寿恵、アイドル（元おニャン子クラブ）
- 1970年 - ビル・セルビー、元プロ野球選手
- 1971年 - かねさだ雪緒、漫画家
- 1971年 - 三五美奈子、声優
- 1971年 - 鈴木健仁、元サッカー選手、指導者
- 1971年 - 津田健次郎、声優
- 1972年 - 米正秀、元プロ野球選手
- 1973年 - 寺島淳司、アナウンサー
- 1973年 - 宮城麻里子、アナウンサー
- 1973年 - 治平武広、俳優
- 1975年 - 北川えり、タレント
- 1975年 - 産屋敷光孝、ミュージシャン
- 1975年 - 鈴木信也、漫画家
- 1975年 - 茅野佐智恵、元女優、元モデル
- 1975年 - チェ・ジウ、女優
- 1975年 - デニス・マツーエフ、ピアニスト
- 1976年 - 栗林みな実、歌手、声優
- 1976年 - 坂井久太、アニメーター
- 1976年 - 黒崎竜也、競艇選手
- 1976年 - 横山竜士、元プロ野球選手
- 1976年 - 森井智恵、元バスケットボール選手
- 1976年 - 土佐礼子、元陸上競技選手
- 1976年 - 山本真純、元アナウンサー（+ 2010年）
- 1977年 - 梅宮万紗子、女優
- 1977年 - 東山麻美、タレント
- 1977年 - 山口もえ、タレント
- 1977年 - オダリス・ペレス、元プロ野球選手（+ 2022年）
- 1979年 - 高橋めぐみ、バレーボール選手
- 1979年 - ダニーロ、元サッカー選手
- 1979年 - 李運飛、フィギュアスケート選手
- 1980年 - 佐藤麻衣子、女優、声優
- 1980年 - 宮本崇弘、声優
- 1980年 - ムーディ勝山、お笑いタレント（元アイスクリーム）
- 1980年 - 増田有希子、アナウンサー
- 1980年 - ヤンシー・ブラゾバン、元プロ野球選手
- 1981年 - 朝倉健太、元プロ野球選手
- 1981年 - KMC、ラッパー、歌手
- 1982年 - 平原康多、競輪選手
- 1982年 - ダイアナ・トーラジ、バスケットボール選手
- 1982年 - 永井流奈、元タレント
- 1982年 - 小島心二郎、元プロ野球選手
- 1982年 - ボビー・ケッペル、元プロ野球選手
- 1983年 - 丸山敦史、俳優
- 1983年 - 高坂朝人、社会活動家
- 1983年 - 太田吉彰、サッカー選手
- 1983年 - 御給匠、元サッカー選手
- 1983年 - アンディ・オロゴン、格闘家
- 1983年 - ホセ・レイエス、元プロ野球選手
- 1983年 - 陳瑋、プロ野球選手
- 1983年 - ヒゲドライバー、ミュージシャン
- 1984年 - ヴァグネル・ラヴ、サッカー選手
- 1985年 - 鈴木美園、女優
- 1985年 - SNoW、歌手
- 1985年 - 山添寛、お笑いタレント（相席スタート）
- 1985年 - はしあさこ、イラストレーター、キャラクターデザイナー、漫画家
- 1985年 - 岡田吉弘、政治家、広島県三原市長
- 1985年 - 関塚真美、アルペンスキー選手
- 1986年 - 児玉明日美、声優
- 1986年 - 難波サキ、ファッションモデル
- 1986年 - 藤森由香、スノーボードクロス選手
- 1986年 - 亜沙美、元グラビアアイドル
- 1986年 - シャイア・ラブーフ、俳優
- 1987年 - 田中理恵、元体操選手
- 1987年 - TiA、シンガーソングライター
- 1987年 - 高堀和也、元プロ野球選手
- 1987年 - 田川義浩、ゲームクリエイター
- 1987年 - エセキエル・カレーラ、プロ野球選手
- 1988年 - 新垣結衣、女優、ファッションモデル、タレント、歌手
- 1988年 - 関根龍一、プロレスラー
- 1988年 - 志田光、プロレスラー
- 1988年 - 木村文子、陸上選手
- 1988年 - 三澤慶一、サッカー選手
- 1988年 - 原田圭輔、元サッカー選手
- 1988年 - マルコス・アントニオ、サッカー選手
- 1989年 - 英乃海拓也、大相撲力士
- 1989年 - 清原大貴、元プロ野球選手
- 1990年 - ケツ、お笑いタレント（ニッポンの社長）
- 1990年 - Yes!アキト、お笑いタレント
- 1990年 - クリストフ・ルメートル、陸上競技選手
- 1991年 - ばぁど、お笑いタレント（元ヒノトリ）
- 1991年 - 渡嘉敷来夢[17]、バスケットボール選手
- 1991年 - 外岡えりか、タレント、アイドル（元アイドリング!!!6号）
- 1992年 - 寺田御子、タレント、声優
- 1992年 - 十枝梨菜、グラビアアイドル
- 1992年 - 増田繁人、元サッカー選手
- 1992年 - 石井佑弥、アナウンサー
- 1993年 - 泉澤祐希、俳優
- 1993年 - 間宮祥太朗、俳優
- 1993年 - 大坪由佳、声優
- 1993年 - りょう、YouTuber（東海オンエア）
- 1993年 - 伊藤亮太、アナウンサー
- 1993年 - 滝菜月、アナウンサー
- 1993年 - ホルヘ・アルファーロ、プロ野球選手
- 1993年 - ジェームス・ムーア、ラグビーユニオン選手
- 1994年 - 片岡涼乃、タレント
- 1995年 - 南にこ、声優、YouTuber、元アイドル
- 1995年 - 脇坂泰斗、サッカー選手
- 1995年 - 鈴木健吾、陸上選手
- 1996年 - 佐々木彩夏、アイドル（ももいろクローバーZ）
- 1996年 - ジェシー、アイドル（SixTONES）
- 1996年 - 佐藤友祐、歌手（lol）、俳優、モデル
- 1996年 - 前田尚輝、サッカー選手
- 1997年 - 影山拓也、俳優、歌手（元IMPACTors）
- 1997年 - 水木梨乃、女優、タレント
- 1997年 - 岡本真依、アイドル（元ひめキュンフルーツ缶、元トライシグナル）
- 1997年 - 山本真凜、歌手、ダンサー
- 1997年 - ウナイ・シモン、サッカー選手
- 1998年 - 岩崎悠人、サッカー選手
- 1998年 - 小沼健太、元プロ野球選手
- 1999年 - 中谷雄飛、陸上選手
- 1999年 - 竹嶋裕二、サッカー選手
- 1999年 - 石黒貴美子、野球選手
- 1999年 - 沙月恵奈、AV女優
- 2000年 - 高橋尚紀、サッカー選手
- 2002年 - 南沙良、ファッションモデル、女優
- 2003年 - 加部亜門[18]、俳優
- 2004年 - 瀬戸の海龍昇、元大相撲力士
- 2005年 - 中坂美祐、アイドル（SKE48）
- 生年不詳 - 柚希礼音、女優、歌手、元宝塚歌劇団星組
- 生年不詳 - 鈴木美園、女優
- 生年不詳 - 暗黒天使、お笑い芸人、歌手、ものまねタレント

## 忌日

### 人物

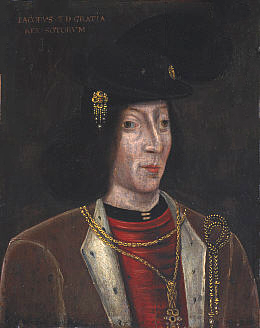
スコットランド王ジェームズ3世(1451?-1488)、戦死。

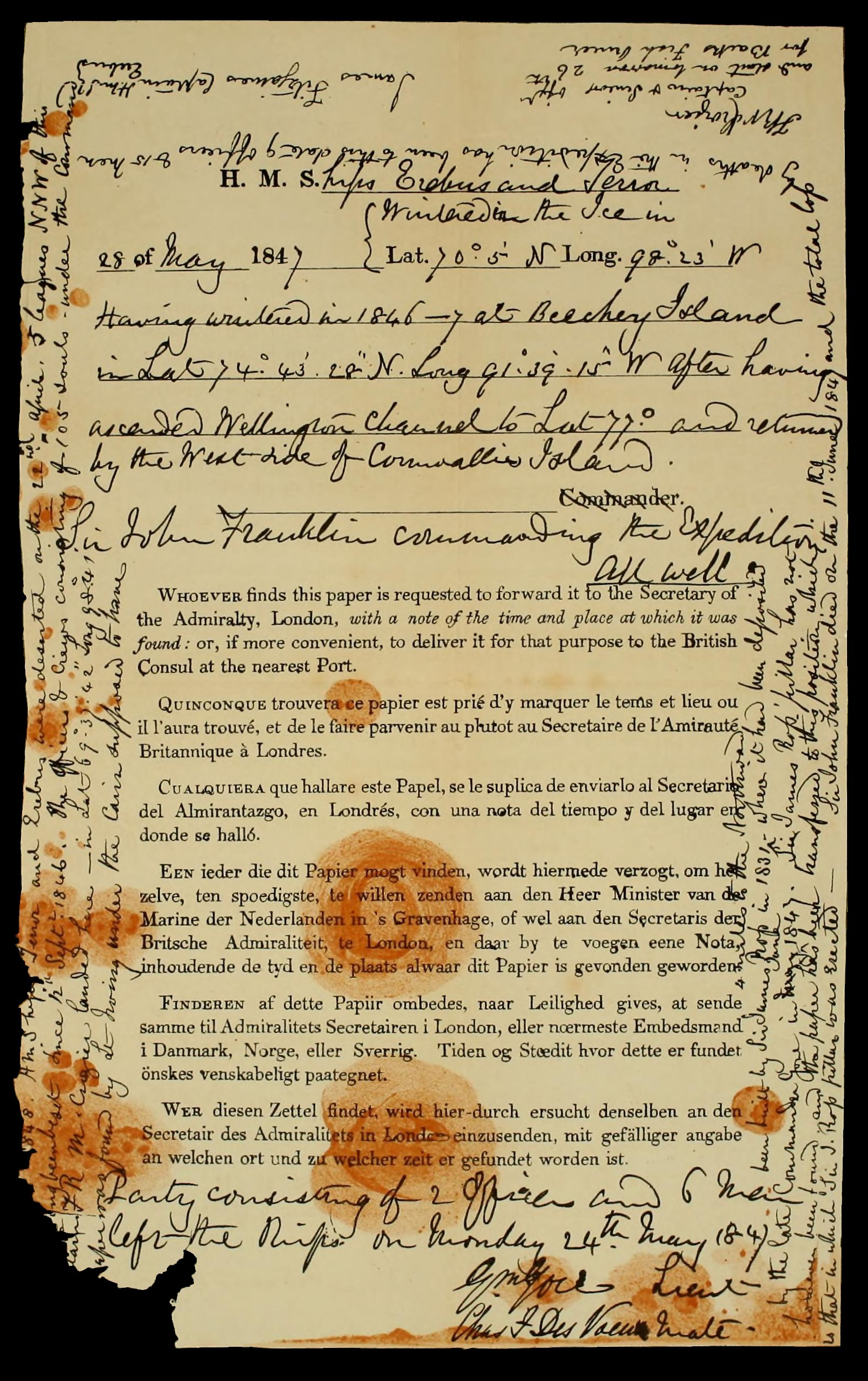
北極探検家ジョン・フランクリン(1786-1847)、遭難死。画像は隊員が残したメモ。

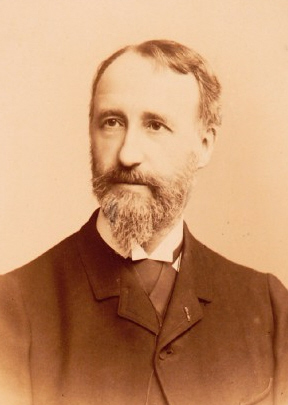
作曲家テオドール・デュボワ(1837-1924)没。

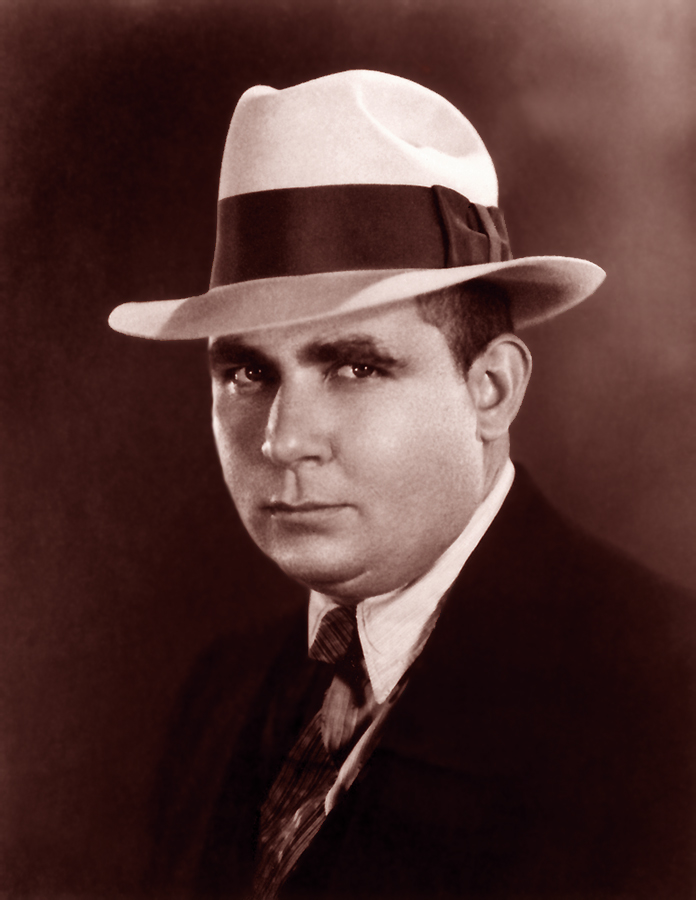
SF・ファンタジー作家、ロバート・E・ハワード(1906-1936)没。

- 840年（承和7年5月8日） - 淳和天皇、第53代天皇（* 786年）
- 1488年 - ジェームズ3世、スコットランド王（* 1451年頃）
- 1557年 - ジョアン3世、ポルトガル王（* 1502年）
- 1587年（天正15年5月6日） - 北条綱成、戦国武将（* 1515年）
- 1591年（天正19年4月20日） - 津田宗及、安土桃山時代の堺商人
- 1615年（元和元年5月15日） - 長宗我部盛親、土佐国の大名（* 1575年）
- 1661年 - ゲオルク2世、ヘッセン＝ダルムシュタット方伯（* 1605年)
- 1727年 - ジョージ1世、グレートブリテン王国及びアイルランド王国国王（* 1660年)
- 1738年 - カスパー・バルトリン、解剖学者（* 1655年)
- 1743年 - ジョン・ストレイチー、地質学者（* 1671年）
- 1749年 - ヨハン・ベルンハルト・バッハ、作曲家（* 1676年）
- 1775年 - エジーディオ・ロムアルド・ドゥーニ、作曲家（* 1708年）
- 1778年（安永7年5月17日） - 永谷宗円、庄屋、青製煎茶製法開発者（* 1681年）
- 1817年 - ウィリアム・グレゴール、鉱物学者（* 1761年）
- 1825年 - ダニエル・トンプキンス、第6代アメリカ合衆国副大統領・第5代ニューヨーク州知事（* 1774年）
- 1839年 - アレクサンドル・ルノワール、考古学者、美術史家（* 1761年）
- 1847年 - ジョン・フランクリン、探検家（* 1786年）
- 1859年 - クレメンス・メッテルニヒ、オーストリア宰相（* 1773年）
- 1891年 - バーバラ・ボディション、教育者（* 1827年）
- 1895年 - ダニエル・カークウッド、天文学者（* 1814年）
- 1897年 - ヘンリー・エアーズ（英語版）、第8代南オーストラリア州首相（* 1821年）
- 1903年 - アレクサンダル1世、セルビア王（* 1876年）
- 1909年 - ヤコブ・ゴルディン、劇作家（* 1853年）
- 1910年 - 松平容大、斗南藩主（* 1869年）
- 1914年 - アドルフ・フリードリヒ5世、メクレンブルク＝シュトレーリッツ大公国大公（* 1848年）
- 1916年 - ジーン・ウェブスター、作家（* 1876年）
- 1923年 - ジョージ・ホール、元プロ野球選手（* 1849年）
- 1924年 - テオドール・デュボワ、作曲家（* 1837年）
- 1928年 - アウグスト・フォン・ハイエク、医師、植物学者（* 1871年）
- 1929年 - アンドラーシ・ジュラ (子)、オーストリア＝ハンガリー外相（* 1860年）
- 1934年 - レフ・ヴィゴツキー、心理学者（* 1896年）
- 1936年 - ロバート・E・ハワード、SF作家（* 1906年）
- 1937年 - ミハイル・トハチェフスキー、ソ連邦元帥（* 1893年）
- 1937年 - イオナ・ヤキール、ソビエト連邦軍一等軍司令官（* 1896年）
- 1952年 - ジュール・アドレール、画家（* 1865年）
- 1952年 - 和田小六、工学者、元東京工業大学学長（* 1890年）
- 1955年 - ピエール・ルヴェー、レーシングドライバー(* 1905年)
- 1956年 - 梁瀬長太郎、実業家、ヤナセ創業者（* 1879年）
- 1956年 - フランキー・トランバウアー (en:Frankie Trumbauer)、ジャズサキソフォン奏者（* 1900年）
- 1962年 - バート・アッベイ、元プロ野球選手（* 1869年）
- 1963年 - 長谷川伸、小説家、劇作家（* 1884年）
- 1963年 - ティック・クアン・ドック、僧侶（* 1897年）
- 1963年 - チャールズ・ソーンスウェイト、地理学者（* 1899年）
- 1963年 - 川島雄三、映画監督（* 1918年）
- 1964年 - プレーク・ピブーンソンクラーム、タイ首相（* 1887年）
- 1964年 - 小林十九二、俳優（* 1901年）
- 1965年 - ジョゼ・メンデス・カベサダス、政治家、ポルトガル大統領・首相（* 1883年）
- 1966年 - 熊沢寛道（熊沢天皇）、日本の皇位請求者（* 1889年）
- 1966年 - アルフレート・ベルガー、フィギュアスケート選手、1924年シャモニー・モンブランオリンピック金メダリスト（* 1894年）
- 1967年 - ヴォルフガング・ケーラー、心理学者（* 1887年）
- 1967年 - 高柳賢三、法学者（* 1887年）
- 1970年 - アレクサンドル・ケレンスキー、ロシア臨時政府首相（* 1881年）
- 1972年 - 國東照太、実業家、政治家、元高松市長（* 1887年）
- 1972年 - ヨアキム・ボニエ、F1ドライバー（* 1930年）
- 1974年 - ユリウス・エヴォラ、哲学者、政治思想家（* 1898年）
- 1977年 - 辰巳浜子、料理研究家（* 1904年）
- 1976年 - ジム・コンスタンティー、元プロ野球選手（* 1917年）
- 1979年 - ジョン・ウェイン、俳優（* 1907年）
- 1979年 - 中島健蔵、フランス文学者、文芸評論家（* 1903年）
- 1981年 - 大久保末吉、競馬騎手、調教師（* 1908年）
- 1984年 - エンリコ・ベルリンゲル、イタリア共産党書記長（* 1922年）
- 1985年 - カレン・クィンラン、尊厳死問題の重要ケースとして知られる人物（* 1954年）
- 1985年 - 中島啓之、騎手（* 1943年）
- 1986年 - 雷門福助 (初代)、落語家（* 1900年）
- 1987年 - ラフル・ガルダール（英語版）、プロゴルファー（* 1911年）
- 1988年 - ジュゼッペ・サーラガト、政治家、第5代イタリア大統領（* 1898年）
- 1989年 - 宇治田省三、政治家、元和歌山市長（* 1917年）
- 1990年 - オルドリッヒ・ネイエドリー、サッカー選手（* 1909年）
- 1991年 - 尚明、官僚、元日本住宅公団副総裁（* 1915年）
- 1993年 - 矢野祐弘、アマチュア野球指導者（* 1931年）
- 1993年 - レイ・シャーキー、俳優（* 1952年）
- 1995年 - 円谷皐、テレビプロデューサー（* 1935年）
- 1996年 - ブリギッテ・ヘルム、女優（* 1908年）
- 1997年 - 金子光伸、俳優（* 1957年）
- 1999年 - デフォレスト・ケリー、俳優（* 1920年）
- 2000年 - 市川宗貞、政治家、実業家、元埼玉県飯能市長（* 1909年）
- 2001年 - 布施正、調教師（* 1914年）
- 2001年 - ティモシー・マクベイ、テロリスト、オクラホマシティ連邦政府ビル爆破事件主犯（* 元1968年）
- 2002年 - 中野達雄、実業家、元よみうりテレビ社長・会長（* 1928年）
- 2002年 - 庭瀬康二、医師（* 1939年）
- 2005年 - ロバート・アービー・クラーク（英語版）、俳優（* 1920年）
- 2005年 - 杉山令肇、政治家、学校法人聖徳学園設立者（* 1922年）
- 2005年 - 田原敬三、空手家（* 1952年）
- 2006年 - 瀧内正、政治家、元都城市長（* 1913年）
- 2006年 - スザンヌ・モロー、フィギュアスケート選手（* 1930年）
- 2006年 - ネロリ・フェアホール、アーチェリー選手（* 1944年）
- 2006年 - 内埜則之、声優（* 1977年）
- 2007年 - マーラ・パワーズ（英語版）、女優（* 1931年）
- 2007年 - 原田利勝[19]、実業家、明和地所創業者（* 1938年）
- 2007年 - 江村哲二、作曲家（* 1960年）
- 2008年 - オベ・アンダーソン、ラリードライバー（* 1938年）
- 2009年 - 芝山みよか、美容師（* 1907年）
- 2009年 - 伊藤正康、元陸上自衛隊第6師団長（* 1922年）
- 2009年 - リカルド・ランゲル、フォトジャーナリスト（* 1924年）
- 2009年 - 西尾裕、元プロ野球選手（* 1937年）
- 2009年 - 純恋、ファッションモデル（* 1987年）
- 2010年 - 前川道介、ドイツ文学者、同志社大学名誉教授（* 1923年)
- 2010年 - 池田駿介、俳優（* 1940年)
- 2010年 - 玉川善治、芸能プロモーター、プロダクション人力舎社長（* 1946年)
- 2011年 - クルト・ニールセン、元テニス選手（* 1930年）
- 2011年 - ヴォルフガング・ラインハルト（英語版）、棒高跳び選手、1964年東京オリンピック銀メダリスト（* 1943年)
- 2012年 - アン・ラザフォード（英語版）、女優（* 1917年）
- 2012年 - 小林幸雄、実業家、北海道テレビ放送社長（* 1921年）
- 2012年 - 中島一、政治家、元彦根市長（* 1925年）
- 2012年 - 原田正純、医学者、水俣病研究者（* 1934年）
- 2012年 - テオフィロ・ステベンソン、元アマチュアボクシング選手（* 1952年）
- 2013年 - ロバート・フォーゲル、経済学者（* 1926年）
- 2013年 - ミラー・ハーバー（英語版）、プロゴルファー（* 1931年）
- 2013年 - ヘンリー・セシル、競走馬調教師（* 1943年）
- 2013年 - 住田良能、新聞記者、実業家、元産業経済新聞社社長（* 1944年）
- 2014年 - ルビー・ディー、女優（* 1922年）
- 2014年 - 森田富士郎、映画撮影技師、特撮監督（* 1927年）
- 2014年 - ラファエル・フリューベック・デ・ブルゴス、指揮者（* 1933年）
- 2014年 - 岩橋邦枝、作家（* 1934年）
- 2014年 - 中川博之、作曲家（* 1937年）
- 2014年 - 倉田紘文、俳人（* 1940年）
- 2014年 - 久玉清人、元アマチュア野球選手、実業家、元コスモ石油取締役（* 1946年）
- 2015年 - ロン・ムーディー、俳優、作曲家、歌手、作家（* 1924年）
- 2015年 - デービッド・プレマック（英語版）、心理学者（* 1925年）
- 2015年 - オーネット・コールマン、ジャズ・サックス奏者（* 1930年）
- 2015年 - ダスティ・ローデス、元プロレスラー（* 1945年）
- 2016年 - クリスティーナ・グリミー、歌手（* 1994年）
- 2017年 - 関谷定夫、聖書学者、西南学院大学名誉教授（* 1925年）
- 2017年 - デービッド・フロムキン（英語版）、歴史家（* 1932年）
- 2018年 - 王馬熙純、日本料理研究家（* 1920年）
- 2019年 - 花谷和子、俳人（* 1922年）
- 2019年 - マーティン・フェルドシュタイン、経済学者、ハーバード大学教授（* 1939年）
- 2020年 - 鍵和田秞子、俳人（* 1932年）
- 2020年 - 服部克久、作曲家、編曲家（* 1936年）
- 2020年 - メル・ウィンクラー（英語版）、俳優、声優（* 1941年）
- 2020年 - エマニュエル・イソゼ＝ンゴンデ、政治家、第10代ガボン共和国首相（* 1961年）
- 2021年 - 張左己、政治家（* 1945年）
- 2022年 - 松平直樹、ハワイアンミュージシャン、歌手（和田弘とマヒナスターズ）（* 1934年）
- 2022年 - 河村光庸、映画プロデューサー（* 1949年）
- 2022年 - 滝沢久美子、声優（* 1952年）
- 2023年 - 青木幹雄、政治家、第64・65代内閣官房長官、第38・39代沖縄開発庁長官（* 1934年）
- 2023年 - 中島貞夫、映画監督、脚本家（* 1934年）
- 2023年 - スナ・カン（英語版）、ヴァイオリニスト（* 1936年）
- 2023年 - 保芦将人、実業家、紀文食品代表取締役会長（* 1939年）
- 2023年 - 鈴木浩、日本福音ルーテル教会牧師、ルーテル学院大学名誉教授（* 1945年）
- 2024年 - ルース・スタイルス・ガネット、児童文学作家（* 1923年）
- 2024年 - エリック・タピー、テノール歌手（* 1931年）
- 2024年 - 王永志、航空宇宙工学者（* 1932年）
- 2024年 - トニー・ロ・ビアンコ、俳優、映画監督、映画プロデューサー（* 1936年）
- 2024年 - フランソワーズ・アルディ、シンガーソングライター、女優（* 1944年）
- 2024年 - トニー・ハンター、アメリカンフットボール選手（* 1960年）
- 2025年 - ブライアン・ウィルソン、ミュージシャン（ザ・ビーチ・ボーイズ）（* 1942年）
- 2025年 - 斎藤歩、劇作家、演出家、俳優、演劇プロデューサー（* 1964年）

### 人物以外（動物など）
- 2014年 - コディーノ、競走馬（* 2010年）

## 記念日・年中行事

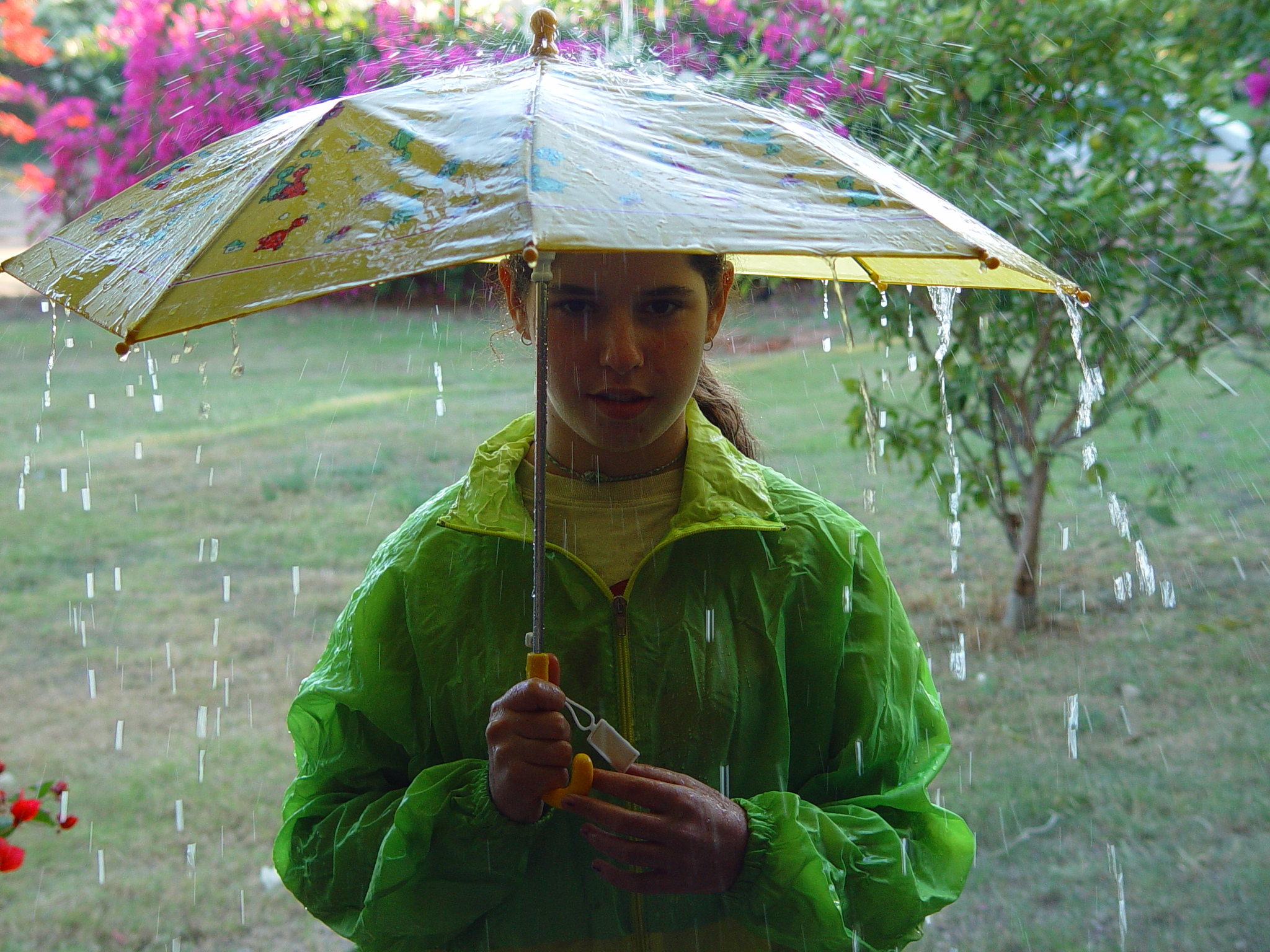
入梅（11日頃）、傘の日

- 入梅（ 日本）
雑節の一つで、太陽が黄経80度の点を通過する日。2020年代においては、閏年を除く平年でこの日が入梅となる。また「入梅」となることが多いことから、以下の記念日も制定されている。
  - 傘の日（ 日本）
日本洋傘振興協議会が1989年に制定[20]。
  - 雨漏りの点検の日（ 日本）
全国雨漏検査協会が1997年4月に制定[21]。
- 学校図書館の日（ 日本)
全国学校図書館協議会が1997年に制定。
- 国立銀行設立の日（ 日本)
1873年、日本初の銀行である第一国立銀行を設立した。
- カメハメハ・デー（ アメリカ合衆国 ハワイ州）
1810年のこの日にカメハメハ1世がハワイ諸島全島を統一したことを記念。